# Graham Potter
Graham Stephen Potter (* 20. května 1975 Solihull) je anglický profesionální fotbalový trenér a bývalý levý obránce. Od září 2022 do dubna 2023 byl hlavním trenérem anglického klubu Chelsea FC. Nyní je hlavním trenérem v klubu West Ham United FC.

## Klubová kariéra
Ve své 13leté hráčské kariéře nastoupil do 320 ligových utkání. V Premier League, tedy v nejvyšší anglické fotbalové lize, nastupoval za Southampton, kde odehrál 8 zápasů.

## Reprezentační kariéra
Na reprezentační úrovni odehrál jediný zápas v anglickém týmu do 21 let.

## Trenérská kariéra
Potter zahájil svou trenérskou kariéru v prosinci 2010, a to ve švédském klubu Östersund FK. S Östersundem se mu podařilo postoupit ze 4. ligy až do nejvyšší soutěže. S týmem vyhrál domácí pohár Svenska Cupen, díky čemuž se kvalifikovali do 2. předkola Evropské ligy. V předkolech si poradili s tureckým Galatasarayem, lucemburským CS Fola Esch i řeckým PAOKem a postoupili tak do základní skupiny, ve které narazili na německou Herthu Berlín, ukrajinskou Zorju Luhansk a španělský Athletic Bilbao. Ze skupiny postoupili do vyřazovací fáze, kde je vyřadil anglický Arsenal FC. V červnu 2018 byl jmenován trenérem velšského klubu Swansea City a o rok později přešel do Brightonu & Hove Albion, hrající v Premier League.

## Statistiky

### Hráčské
| Klub                      | Sezóna  | Liga            | Liga   | Liga | FA Cup | FA Cup | League Cup | League Cup | Ostatní | Ostatní | Celkem | Celkem |
| Klub                      | Sezóna  | Liga            | Zápasy | Góly | Zápasy | Góly   | Zápasy     | Góly       | Zápasy  | Góly    | Zápasy | Góly   |
| ------------------------- | ------- | --------------- | ------ | ---- | ------ | ------ | ---------- | ---------- | ------- | ------- | ------ | ------ |
| Birmingham City           | 1992/93 | First Division  | 18     | 2    | 1      | 0      | 0          | 0          | 4       | 0       | 23     | 2      |
| Birmingham City           | 1993/94 | First Division  | 7      | 0    | 0      | 0      | 0          | 0          | 2       | 0       | 9      | 0      |
| Birmingham City           | Celkem  | Celkem          | 25     | 2    | 1      | 0      | 0          | 0          | 6       | 0       | 32     | 2      |
| Wycombe Wanderers (host.) | 1993/94 | Third Division  | 3      | 0    | 0      | 0      | 1          | 0          | 1       | 0       | 5      | 0      |
| Stoke City                | 1993/94 | First Division  | 3      | 0    | 2      | 0      | 0          | 0          | 0       | 0       | 5      | 0      |
| Stoke City                | 1994/95 | First Division  | 1      | 0    | 0      | 0      | 1          | 0          | 0       | 0       | 2      | 0      |
| Stoke City                | 1995/96 | First Division  | 41     | 1    | 2      | 0      | 3          | 0          | 5       | 0       | 51     | 1      |
| Stoke City                | Celkem  | Celkem          | 45     | 1    | 2      | 0      | 4          | 0          | 5       | 0       | 58     | 1      |
| Southampton               | 1996/97 | Premier League  | 8      | 0    | 0      | 0      | 2          | 0          | —       | —       | 10     | 0      |
| West Bromwich Albion      | 1996/97 | First Division  | 6      | 0    | 0      | 0      | 0          | 0          | —       | —       | 6      | 0      |
| West Bromwich Albion      | 1997/98 | First Division  | 5      | 0    | 0      | 0      | 0          | 0          | —       | —       | 5      | 0      |
| West Bromwich Albion      | 1998/99 | First Division  | 22     | 0    | 1      | 0      | 1          | 0          | —       | —       | 24     | 0      |
| West Bromwich Albion      | 1999/00 | First Division  | 10     | 0    | 0      | 0      | 2          | 0          | —       | —       | 12     | 0      |
| West Bromwich Albion      | Celkem  | Celkem          | 43     | 0    | 1      | 0      | 3          | 0          | 0       | 0       | 47     | 0      |
| Northampton Town (host.)  | 1997/98 | Second Division | 4      | 0    | 0      | 0      | 0          | 0          | 1       | 0       | 5      | 0      |
| Reading (host.)           | 1999/00 | Second Division | 4      | 0    | 0      | 0      | 0          | 0          | 1       | 0       | 5      | 0      |
| York City                 | 2000/01 | Third Division  | 38     | 2    | 4      | 1      | 2          | 0          | 0       | 0       | 44     | 3      |
| York City                 | 2001/02 | Third Division  | 37     | 2    | 6      | 2      | 1          | 0          | 0       | 0       | 44     | 4      |
| York City                 | 2002/03 | Third Division  | 39     | 1    | 2      | 0      | 1          | 0          | 1       | 0       | 43     | 1      |
| York City                 | Celkem  | Celkem          | 114    | 5    | 12     | 3      | 4          | 0          | 1       | 0       | 131    | 8      |
| Boston United             | 2003/04 | Third Division  | 12     | 0    | 1      | 0      | 1          | 0          | 1       | 0       | 15     | 0      |
| Shrewsbury Town (host.)   | 2003/04 | National League | 5      | 0    | —      | —      | —          | —          | —       | —       | 5      | 0      |
| Macclesfield Town         | 2003/04 | Third Division  | 16     | 2    | 0      | 0      | 0          | 0          | 0       | 0       | 16     | 2      |
| Macclesfield Town         | 2004/05 | League Two      | 41     | 6    | 3      | 0      | 1          | 0          | 3       | 0       | 48     | 6      |
| Macclesfield Town         | Celkem  | Celkem          | 57     | 8    | 3      | 0      | 1          | 0          | 3       | 0       | 64     | 8      |
| Celkem                    | Celkem  | Celkem          | 320    | 16   | 22     | 3      | 16         | 0          | 19      | 0       | 377    | 19     |

### Trenérské
K 9. květnu 2021
| Klub                   | Od              | Do              | Statistiky | Statistiky | Statistiky | Statistiky | Statistiky | Ref.  |
| Klub                   | Od              | Do              | Zápasy     | Výhry      | Remízy     | Prohry     | Výhry %    | Ref.  |
| ---------------------- | --------------- | --------------- | ---------- | ---------- | ---------- | ---------- | ---------- | ----- |
| Östersund              | 24. ledna 2011  | 11. června 2018 | 249        | 127        | 60         | 62         | 51.0       | [ 1 ] |
| Swansea City           | 11. června 2018 | 20. května 2019 | 51         | 21         | 11         | 19         | 41.2       | [ 2 ] |
| Brighton & Hove Albion | 20. května 2019 | Současnost      | 82         | 21         | 28         | 33         | 25.6       | [ 2 ] |
| Celkem                 | Celkem          | Celkem          | 382        | 169        | 99         | 114        | 44.2       |       |